# رابطة رمي الفأس العالمية
رابطة رمي الفأس العالمية World Axe Throwing League (WATL) هي هيئة حاكمة عالمية لرياضة رمي الفأس في المناطق الحضرية. تأسست الرابطة عام 2017 على يد اشخاص من كندا والولايات المتحدة والبرازيل وأيرلندا. وهي تضم 19 دولة و200 شركة عضو (شركات تابعة) ومنظمة تهتم برياضة رمي الفأس في عضويتها. تنظم أحداث البطولات الدولية مثل بطولة الولايات المتحدة المفتوحة، وبطولة كندا المفتوحة، وبطولة أوروبا المفتوحة، وبطولة أرنولد المفتوحة لأمريكا الشمالية، وبطولة أرنولد المفتوحة لأمريكا الجنوبية، والأهم من ذلك بطولة العالم لرمي الفأس.
تقوم الرابطة بتعيين الحكام الذين يتولون التحكيم في جميع الدوريات والبطولات المعتمدة. كما أنها أصدرت مدونة قواعد السلوك الخاصة بالرابطة، والتي تحدد المعايير المهنية للانضباط فيما يتعلق برمي الفأس في المناطق الحضرية.

## اليوم العالمي لرمي الفأس
تم تسمية يوم 13 يونيو من قبل رابطة رمي الفأس العالمية للاحتفال برياضة رمي الفأس في المناطق الحضرية وزيادة الوعي بها وتوحيدها. على الرغم من الاحتفال به في المقام الأول من قبل الشركات التابعة لـ الرابطة، إلا أنه يحتفل به أيضًا أي شخص لديه شغف بالرياضة في جميع أنحاء العالم.

## تاريخها

### 2017
تأسست شركة الرابطة كجهة منظمة لهذا النشاط الرياضي المتنامي. وقد تزامن ذلك مع اعتماد اليوم العالمي لرمي الفأس الذي يُحتفل به في 13 يونيو من كل عام، تعزيزًا للهوية الدولية لهذه الرياضة. وانضم إلى فريق العمل المشترك ممثلون من خمس دول هي: الولايات المتحدة، كندا، أيرلندا، البرازيل، والدنمارك، مما أضفى طابعًا عالميًا على جهود التنظيم والتطوير. وجاء تتويج هذه الجهود بإقامة أول بطولة عالمية سنوية لرمي الفأس، لتشكل نقطة انطلاق جديدة لرياضة أصبحت تجذب أنظار محبي التحدي والدقة حول العالم..

### 2018
شهدت رياضة رمي الفأس نقلة نوعية مع تعيين إيفان والترز كمفوض لـWATL، وانضمام ممثلين من 10 دول إلى فريق العمل الدولي، ما عزز انتشارها عالميًا. كما أُقيمت أول بطولة سنوية مفتوحة في الولايات المتحدة، وتبعها تنظيم ثاني بطولة عالمية، التي شكّلت محطة بارزة بعرضها كأول إنتاج حضري لريمي الفأس على قناة إي إس بي إن.

### 2019
انضم ممثلون من أربع دول إلى فريق العمل المشترك: جنوب أفريقيا، وأستراليا، وبلجيكا، والصين. وأقيمت أول بطولة كندية مفتوحة.

### 2020
عام 2020 وبسبب جائحة كوفيد-19 وإجراءات الحجر الصحي العالمية، أُلغيت دوريات الربيع والصيف، مما دفع الرابطة إلى إطلاق رابطة الحجر الصحي بالتعاون مع جافين كايسي ومايك مورتون، لتمكين اللاعبين من مواصلة ممارسة الرياضة من منازلهم. كما تم اعتماد نظام اللعب عبر الإنترنت "مباشر" كحل بديل للتباعد الاجتماعي. وخلال هذه المرحلة، تولى ماريو زيلايا منصب مفوض الرابطة، بينما أصبح إيفان والترز رئيسًا لتطوير رابطة رمي السكاكين العالمية.

### 2021
مع تخفيف قيود كوفيد-19 عالميًا، استُؤنفت مواسم دوري رمي الفأس وفق النظام القياسي، وشهدت الرابطة توسعًا دوليًا بافتتاح أول موقع تابع في الهند. كما أُعلن عن تأسيس رابطة رمي السكاكين العالمية كجهة شقيقة للرابطة الأصلية. وخلال بطولة العالم لرمي الفأس لعام 2021، أعلن ماريو زيلايا تنحيه عن منصب المفوض، ليحلّ مكانه مايك مورتون، مؤسس QATL.

### 2023
أعلنت الرابطة العالمية لرمي الفأس ورابطة رمي السكاكين العالمية عن استبدال بطولة الولايات المتحدة المفتوحة السنوية ببطولة جديدة تحت اسم Pro-Am، تجمع بين المحترفين والهواة. وفي خطوة إدارية جديدة، أعلن مايك مورتون عن تنحيه من منصبه كمفوض، ليتم تعيين سارة سيد خلفًا له اعتبارًا من يناير 2024، حيث أصبحت وبشكل رسمي المفوضة الجديدة للرابطة.

### 2024
- أقيمت بطولة العالم السابعة لرمي الفأس في تولسا، أوكلاهوما، زأطلقت الرابطة برامج جديدة بما في ذلك برنامج الإرشاد ومبادرة المحتوى، وتم إطلاق نظام تصنيف الرابطة. لاحقا أقيمت أول بطولة للهواة في أتلانتا، جورجيا.

### 2025
أقيمت بطولة العالم الثامنة لرمي الفأس في أبلتون بولاية ويسكونسن، وأطلقت الرابطة برامج جديدة بما في ذلك الأماكن المجتمعية ودوريات المرونة، ومن المقرر أن تقام بطولة الهواة الثانية عام 2026 ببطولة العالم لرمي الفأس والسكين.

## التسجيل

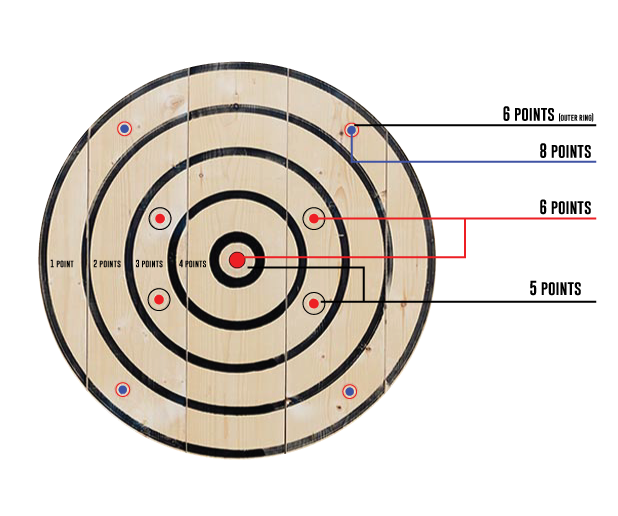
تصميم هدف رمي الفأس القياسي للتنافس في دوري رمي الفأس العالمي عام 2024

التسجيل هو نظام مباراة حيث يتم رمي عشرة فؤوس في كل مباراة. يفوز بالمباراة اللاعب الذي يحصل على أعلى النقاط من بين العشرة فؤوس التي يلقيها. في حالة التعادل، يتم إجراء رمي "الموت المفاجئ" لأعلى نتيجة. يتم تنفيذ رميات الموت المفاجئ حتى يسجل أحد الرماة نتيجة أعلى من الآخر. يتم تحديد النتيجة حسب المكان الذي تضربه الفأس في الهدف. تحتوي أهداف الرابطة على حلقة حمراء مركزية، تليها خمس حلقات فارغة، ثم حلقة زرقاء. النتيجة هي 6، 5، 4، 3، 2، و 1 نقطة على التوالي. بالإضافة إلى ذلك، هناك نقاط زرقاء في حلقة النقطة الواحدة، والمعروفة باسم "الضربة القاتلة"، والتي لا يمكن استخدامها إلا عند استدعائها، مرتين في كل مباراة مقابل 7 أو 8 نقاط. يعتمد تعيين النقطة على أعلى قيمة للنقطة التي يلمسها الفأس عندما يهبط ويلتصق.

## بطولات الرابطة
عام 2018 بدأت الرابطة العمل على تنسيق البطولة للمساعدة في تضمين أي رامٍ لم يتمكن من المشاركة بانتظام في مواسم رمي الفأس في الرابطة. بدأ هذا من خلال العمل مع رمي الفأس في كولومبوس، لجلب رمي الفأس الحضري إلى كولومبوس، أوهايو، لمهرجان أرنولد الرياضي (المعروف أيضًا باسم Arnold Classic أو "Arnold" فقط، والذي سمي على اسم أرنولد شوارزنيجر). اعتبارًا من عام 2024، عملت الرابطة مع مواقع رمي الفأس التابعة لها على دائرة بطولة حيث توجد العشرات من بطولات رمي الفأس التي تقام دوليًا. تساعد هذه البطولات اللاعبين على كسب أماكن في بطولة العالم لرمي الفأس تمامًا كما تفعل الدوريات. ولا تزال الرابطة تستضيف بشكل مباشر بطولة العالم السنوية لرمي الفأس، وعادةً بطولة أخرى أيضًا، والتي تختلف في الاسم والشكل على مر السنين.
| السنة | بطل          | موقع                   | المركز الثاني |
| ----- | ------------ | ---------------------- | ------------- |
| 2018  | جون برادلي   | Chicago, Illinois      | إريك إنريكيز  |
| 2019  | مايك كامب    | Des Moins, Iowa        | سام كارتر     |
| 2020  | تم الإلغاء   | تم الإلغاء             | تم الإلغاء    |
| 2021  | مايك فيلابوم | Atlanta, Georgia       | مايكل ثيدورو  |
| 2022  | مارك تيشكو   | Minneapolis, Minnesota | لوكاس جونسون  |

عام 2023، أوقفت رابطة رمي الفأس العالمية بطولة الولايات المتحدة المفتوحة لصالح إعادة تسميتها ببطولة Pro-Am. تم إنشاء هذه البطولة لتسليط الضوء على الرماة المحترفين والهواة على حد سواء، بالإضافة إلى تقديم العديد من أساليب اللعب الجديدة لرمي الفأس والسكين، والمعروفة باسم تحديات المهارات.
| السنة | بطل الفأس المحترف | بطل الفأس للهواة | موقع                |
| ----- | ----------------- | ---------------- | ------------------- |
| 2023  | بريت جاريابيك     | إريك ريمبلاس     | Appleton, Wisconsin |

عام 2024 قررت رابطة رمي الفأس العالمية التركيز على المنافسين الهواة ببطولتها وأعادت تسمية بطولة Pro-Am إلى بطولة الهواة. تهدف بطولة الهواة إلى منح اللاعبين الجدد طريقة لتجربة مستوى أعلى من المنافسة دون المخاطرة بالفوز بلقب بطل العالم، ولكن مع القدرة على كسب مكان في بطولة العالم لرمي الفأس.
| السنة | بطل الفأس للهواة | موقع             |
| ----- | ---------------- | ---------------- |
| 2024  | تومي رونكل       | Atlanta, Georgia |

## بطولة العالم لرمي الفأس

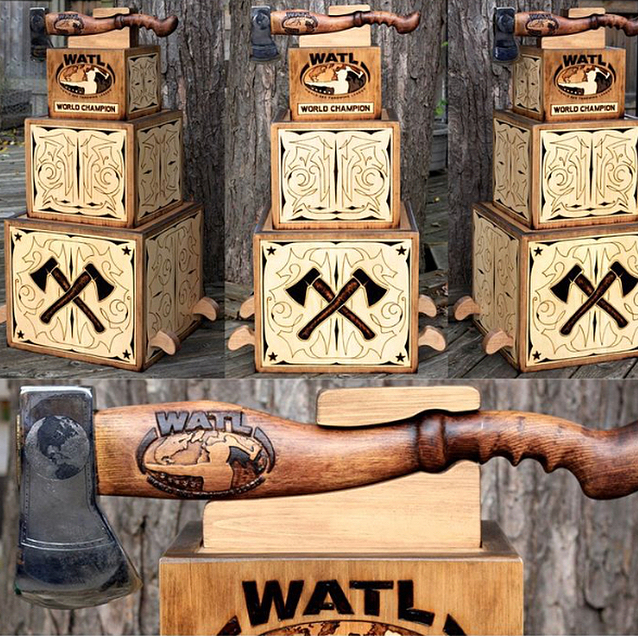
كأس بطولة العالم لرمي الفأس، 2017-2021

تقام بطولة العالم لرمي الفأس مرة واحدة في السنة. ويشهد الشكل تغييرات طفيفة من عام إلى آخر، وسيتم الإعلان عنها قبل بداية المسابقة السنوية. شهد عام 2018 المرة الأولى التي تم فيها تقديم بطولة رمي الفأس على ESPN.

### بطولة بيج آكس
أضافت بطولة العالم لرمي الفأس لعبة بيج آكس Big Axe كأحد التخصصات المؤهلة للحصول على لقب البطولة عام 2023. الفأس الكبير يشبه الفأس، لكن الفأس أكبر بكثير ويتم رميها في كثير من الأحيان بكلتا اليدين.
| السنة | بطل العالم   | الموقع الممثل         | دولة             | المركز الثاني  | المركز الثالث               |
| ----- | ------------ | --------------------- | ---------------- | -------------- | --------------------------- |
| 2023  | ديلان تيتس   | رمي الفأس في المستنقع | الولايات المتحدة | جوناثان مورغان | لوكاس جونسون / داستن ويلمان |
| 2024  | لوكاس جونسون | لمبر جاك جوني         | الولايات المتحدة | نيل روست       | تايلر فلين / نيل روست       |

### بطولةالعالم في الزوجي
أضافت بطولة العالم لرمي الفأس منافسات الزوجي كأحد البطولات عام 2019. ويقصد بالمنافسات الزوجية أن يتعاون راميان معًا لرمي مجموع نقاط.

## مفوضو رابطة رمي الفأس العالمية
يرأس مفوض الرابطة رابطة رمي الفأس العالمية.
| سنوات النشاط    | اسم          | دولة             |
| --------------- | ------------ | ---------------- |
| 2018 – 2021     | إيفان والترز | الولايات المتحدة |
| 2021 – 2022     | ماريو زيلايا | كندا             |
| 2022 – 2023     | مايك مورتون  | كندا             |
| 2024 – حتى الآن | سارة سيد     | الولايات المتحدة |

## أعضاء الرابطة حول العالم
| دولة             | منطقة           |
| ---------------- | --------------- |
| الولايات المتحدة | أمريكا الشمالية |
| كندا             | أمريكا الشمالية |
| المكسيك          | أمريكا الشمالية |
| البرازيل         | أمريكا الجنوبية |
| المملكة المتحدة  | أوروبا          |
| هولندا           | أوروبا          |
| بولندا           | أوروبا          |
| نيوزيلندا        | أوقيانوسيا      |
| إسرائيل          | آسيا            |
| اليابان          | آسيا            |
| كوستاريكا        | أمريكا الجنوبية |
| الأرجنتين        | أمريكا الجنوبية |

## روابط خارجية
الموقع الرسمي